# Colegio St. George
El Colegio St. George o el Colegio de San Jorge (en inglés: St. George's College) es una escuela secundaria católica para varones en Kingston, Jamaica; que a partir de 2005 abrió su Programa Preuniversitario (Sixth Form) incluyendo alumnas. Fue establecido en 1850 por 21 jesuitas españoles que habían sido exiliados de Colombia como parte de una persecución religiosa. Hoy, es una de las instituciones de aprendizaje más antiguas y respetadas en el país, con una producción de al menos seis "Rhodes Scholars". El 2 de septiembre de 1850, en una casa alquilada en la calle 26 North, ubicada en la esquina sureste de las calles North y Orange, el nuevo colegio abrió con treinta y ocho (38) estudiantes diarios y unos treinta (30) internados.